# Fix.tv
A fix.tv az első olyan magyarországi televíziós csatorna volt, amely elsősorban informatikai témájú műsorokat sugárzott.
A csatorna 2000. október 14-én indult. A televízió új tematikájú műsormenettel és online élő sugárzásban kezdte meg működését. Műsorpolitikájával elsősorban a 15-35 év közötti korosztályt célozta meg.

## Interaktív televízió
Műsorainak tematikája 75%-ban a számítástechnika volt, de nem hiányoztak a kulturális és zenei műsorok, sőt a lovassportok sem. A nézőknek lehetősége volt, hogy SMS-en, telefonon vagy akár chat-en keresztül bejelentkezzenek egyes műsorokba, ezáltal irányítva azok tematikáját - azaz meghonosította az interaktív televíziózást Magyarországon. A 24 órás műsorból 14 óra élő adás volt minden nap, az éjszakai adásidőt (szintén interaktív) zenei klipműsorral töltötték ki. Budapesten és környékén az Antenna Hungária jóvoltából szabadon fogható volt az UHF 26-os csatornán és minden jelentősebb kábelszolgáltató kínálatában szerepelt, mint Magyarország egyetlen körzeti besorolású televíziója.

## A leállás és előzményei
A fix.tv Budapest 60 km-es körzetében kódolatlan analóg vétellel is elérhető volt, de 2008. október 28.-án az AH lekapcsolta a frekvenciát díjtartozás miatt (november végén pedig a szerződést is felbontotta). A csatorna fizetési nehézségeire hivatkozva négy napos kényszerszünetet kért az ORTT-től "méltányossági alapon", amelyet meg is kapott. Ezek után már csak a mai Telekomnál, a Rubicomnál és a Diginél volt fogható, mivel a UPC még az év májusában kivette kínálatából.
A fix.tv élő műsorsugárzása 2009. február 19.-én a kábelhálózatokon is megszűnt. Állítólag néhány hétig még egyes szolgáltatóknál ismétléseket lehetett látni, ez azonban valószínűleg már az új adó kísérleti adásának része lehetett.
A 2009 októberében indult internetes kísérleti adás után 2010-ben indult el utódja, a FixHD (2012-es megújulásától a 2023-as megszűnéséig újra csak Fix), amely Full HD minőségben sugározta minden műsorát a szolgáltatóknál és az interneten. A csatorna kissé átalakítva elődje utolsó arculatát vette át. Tematikája kissé általánosabb volt, nem korlátozódott annyira a technológiára, mint elődje. Az NMHH 2013-ban közösségi televízióvá nyilvánította.

## A régi fix.tv fontosabb stábtagjai
Szilvási Endre, Susánszki Bence, Gyetvai Kristóf, Kiss Vendel (Vendi), Zengődi Zsolt, Kátai Artúr, Sági Andrea, Szabó Kata, Péchy Kálmán, Kumin Viktória, Horváth Viktória (Milky), Fekete Gábor (Fekusz), Putz Patrik, Bicskei Gábor (Bicska), Szeleczky Ádám, Pantl Péter (Pietro), Somorjai Ilona - Bee (Bestiák), Mester Tamás + Todd Williams, Kérszigeti Edina, Domonkos Zoltán (Domingo), Szaluter István (Szalu), Kiss Norbert, Füle Zoltán, Nagy Vivien, Csák Tamás (Barti), Végh László, Kiss Dávid (Bravo), Hudy Balázs (Balee), Dabous Evelin, Urbán Alida, Szénási Tamás (Syena), Lakó Ákos (Vad), Hadnagy András, Pomeisl Ferenc (Fery), Lázár Bence (Littlebence); Szabó Nóra, Urbán-Szabó Melinda, Németh Lajos, Kiss Petra.

## Műsorok
- 3Man
- Cinevízió
- Édes2es
- Exit
- Face2Face
- Game Over
- Hangár Party
- Határzóna
- Híradó
- Kecccs Up
- Kidburger
- Kreatív Klub
- Kukori
- Linux portál
- Netburger
- Netközi
- Paraván
- Restart!
- WarmUp!